# Hurdis

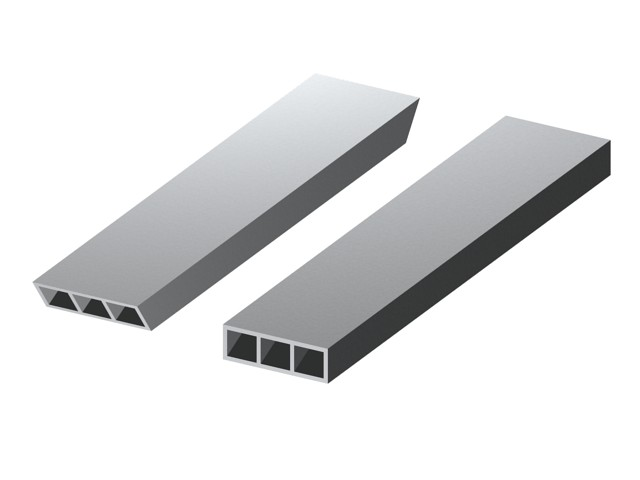
Tvarovky hurdis se svislým a šikmým čelem

Ve stavebnictví jsou hurdisy (hovorově hurdisky) keramické duté tvarovky určené pro montáž stropu. Vyrábějí se v typizovaných rozměrech 1 000 × 250 × 80 mm, mohou mít buď svislé nebo šikmé čelo, k těmto se dodávají ještě dva šikmé, keramické klíny, které se vloží na spodní ramena profilů I proti sobě. Nejsou samy o sobě nosné, ukládají se na maltu vápenocementovou na válcované ocelové I profily o osové vzdálenosti 1200 (1300) mm. Pro dosažení vyšší únosnosti (pod hmotnějšími příčkami) je možné nosníky znásobit. Při zátěžových zkouškách v laboratoři některé hurdisky při celoplošném zatížení praskly až po zátěži 1200 kg. 
Po položení hurdisek se povrch shora polije řídkou cementovou maltou, která zateče do spár, tím se hurdisky vzájemně drží. Mezi jejich hlavní výhody patří nízká hmotnost (~15 kilogramů), což umožňuje ruční montáž bez stavební mechanizace, poměrně dobré tepelně a zvukově izolační vlastnosti. Proto jsou vhodné pro individuální výstavbu rodinných domů (dva muži za den položí patro) a bytových jednotek.
Další jejich velkou výhodou je, že v případě pozdějších úprav a přestaveb domu jsou maximálně variabilní, není například problém udělat otvor pro jiné, nové schodiště. Nacházejí se například taky na stěnách za kolejištěm na stanicích metra Dejvická a Strašnická a před rekonstrukcí se nacházely i na stanici Skalka.
Jediným českým výrobcem hurdisek je společnost KM Beta.[zdroj⁠?!]